# Raimund Walter Sterl
Raimund Walter Sterl (* 25. September 1936 in Regensburg; † 6. November 2010 ebenda) war ein deutscher Organist, Komponist, Archivar und Musikhistoriker.

## Leben und Beruf
Raimund W. Sterl erhielt von seinem Vater, dem Kirchenmusiker und Chorleiter Franz Sterl (1905–1968) Klavier-, Violin- und Orgelunterricht. Bereits im Schulorchester spielte er Bratsche und war später als Organist an verschiedenen Kirchen seiner Heimatstadt tätig. In dieser Zeit wurden erste Kompositionen von ihm aufgeführt. Nach dem Abitur am Alten Gymnasium am Ägidienplatz,  (heute am neuen Standort im Stadtwesten Albertus-Magnus-Gymnasium) erwarb er im Selbststudium Kenntnisse der Musikgeschichte und Kompositionslehre. Von 1956 bis 1958 studierte er Komposition bei Alfred Zehelein. 1959 trat er als Beamter in den Dienst der Stadt Regensburg. Er besuchte von 1960 bis 1963 die Bayerische Verwaltungsschule und von 1965 bis 1966 die Archivschule München. Fortan war er ab 1964 bis zu seiner Pensionierung 1993 als Archivoberamtsrat stellvertretender Leiter des Stadtarchivs in Regensburg tätig. Sein besonderes Interesse galt der Erforschung der Musikgeschichte Altbayerns, insbesondere Regensburgs. Nebenberuflich war er von 1964 bis 1990 Organist an der Herz-Marien-Kirche tätig.
Daneben schrieb er von 1957 bis 1965 als Rezensent für den Kulturspiegel, einer Regensburger Wochenzeitung. Als Komponist schuf er 138 Kompositionen, davon 61 Orgelwerke für die Liturgiefeier und für geistliche wie weltliche Konzerte.
Im Jahr 1983 hat der Erzähler und Hörfunkautor Cornelius Streiter [= Bernhard Doerdelmann] für den Bayerischen Rundfunk ein knapp einstündiges Hörbild über „Sophie Strasser — die Wienerin aus Regensburg oder: Wie Franz von Suppe zum Weltruhm kam“ verfasst, das am 20. Februar 1983 im 2. Hörfunkprogramm ausgestrahlt wurde. Obwohl der Großteil der darin als Fakten vorgetragenen biografischen Details nachweislich frei erfunden ist, hat Sterl im guten Glauben Streiters Erfindungen in zwei ausführlichen Sofie-von-Suppè-Artikeln als Tatsachen überliefert: „Rosine Sophie Strasser (1841–1926). Ihre Bedeutung für Franz von Suppés Leben und Werk“ sowie „Eine Regensburgerin als musikalische Muse in Wien. Franz von Suppés Gattin Rosine Sophie Suppé, geb. Strasser (1841–1926).“

## Werke (Auswahl)
In der Proskeschen Musikabteilung der Bischöflichen Zentralbibliothek Regensburg findet sich der kompositorische Nachlass von Raimund W. Sterl.

### Instrumentalmusik

#### Orgelmusik
- Praeludium und Fuge in D nach einem Thema von Heinz Benker (1954)
- Fantasie a-Moll (1955)
- Choralbearbeitungen I (1960)
- Orgelmesse (1982)
- Arioso per organo (1983)
- Drei Stücke (1987)
- Zweite Orgelmesse (1991)
- Preludio, Interludien I–III, Postludio (1992)
- Drei Passionsmeditationen (1993)
- Poem und Finale (1994)
- Orgeltriptychon (1995)
- Cinque Movimenti für Flöte und Orgel (1998)
- Dritte Orgelmesse (1999)
- Sieben Skizzen über eine Tonfolge aus Edvard Griegs Kanon (Opus 38 Nr. 8) (2003)
- Hommage à B-A-C-H (2005/06)

#### Cembalomusik
- Praeambulum, Choral und Ostinato über f-es (1982)
- Arioso (1983)
- Drei Interludien (1990)
- Preludio e Fantasia alla ciacona sopra Horst Leuchtmann (1991)
- Musik über B-A-C-H (2000)

#### Klaviermusik
- Danse diabolique für Klavier vierhändig (1956/57)
- Miniaturen I (1956/60)
- Sonatina non facile (1984)
- Suite (1990, Zweitfassung 1990/91)
- Fünf Klavierstücke (1961/93)
- Stücke für Tasteninstrument (1994)
- Zwölf Fughetten, Fugatos und Fugen (1985–2001)
- Skizzen – Sechs Phantasiestücke (2006)

#### Kammermusik
- Drei Stücke für Flöte und Klavier (1956)
- Drei kleine Spielstücke für Altblockflöte (F) und Klavier (1984)
- Episoden II, Quattro pezzi per il flauto (1993)
- Pièce élégique für Englischhorn und Tasteninstrument (1996)
- Notabene und Postscriptum für Flöte solo (2006)

#### Kleine Orchestermusik
- Praeludium für Streicher (1954)
- Miniaturen für Streicher (1960)

### Vokalmusik

#### Weltlicher Sologesang
- Vier Gesänge für tiefe Singstimme und Klavierbegleitung nach Worten von Wolf Peter Schnetz (1957)
- Sieben Lieder für mittlere bis hohe Singstimme und Klavier nach Gedichten von Johann Wolfgang von Goethe, Rainer Maria Rilke, Wilhelm Busch, Joachim Ringelnatz, Christian Morgenstern und Oskar Loerke (2001)

#### Geistlicher Sologesang
- „Ave Maria“ für Alt und Orgelbegleitung (1954)
- „Alma Redemptoris Mater“, Marianische Antiphon nach Guillaume Dufay für mittlere Singstimme, Viola, Violoncello und Orgelpositiv (1992)

### Schriften

#### Bücher
- Mitarbeit an: Guido Hable: Geschichte Regensburgs. Eine Übersicht nach Sachgebieten (= Studien und Quellen zur Geschichte Regensburgs I), Regensburg 1970
- Max Jobst (Komponisten in Bayern 53), Tutzing 2010 (zusammen mit Helmut Bieler, Thomas Emmerig und Randolf Jeschek)

#### Aufsätze
- Ein Orgelvertrag aus dem Jahre 1583, in: Musica sacra 85 (1965), S. 324–326.
- Christoph Stolzenberg (1690–1764), Gymnasiallehrer, Kantor, Komponist und Orgelsachverständiger, in: Musik in Bayern 11 (1975), S. 5–8.
- Zur Musik für Tasteninstrumente solo von Max Jobst, in: Max Jobst (Komponisten in Bayern 53), Tutzing 2010, S. 95–106.

## Ehrungen
- 2008: Bundesverdienstkreuz am Bande
- 2009: Nordgaupreis des Oberpfälzer Kulturbundes